# 鄭老童
鄭老童（1754年—？），原名鄭流唐，又稱鄭劉唐，化名劉唐柏，清朝中葉活躍於南中國海的海盜（華南海盜）。
鄭老童原籍廣東省江門，本是一個漁夫。1794年，被海盜鄭一綁架並被迫加入其團夥。後獲鄭一賞識，讓他統領八艘船。後來，鄭老童被西山朝任命為都督，並成為華南海盜中最有勢力的領袖之一。在劫掠沿海的時候，他與部份清政府官員互相勾結，其中包括澄海縣的林泮（林成瑞）、林五以及縣令何青。
1805年，鄭老童與鄭一、烏石二、吳知青、金古養、郭婆帶、梁寶等七位海盜首領達成協議，組成海盜聯盟。不過就在同年，鄭老童在一次戰鬥中被砍傷半邊臉，從此，50歲的鄭老童決定接受清廷的招安，率領三百八十八名海盜向清朝兩廣總督吳熊光投降。